# Karnsophis siantaris
Karnsophis siantaris är en orm i familjen Homalopsidae som förekommer på Sumatra.
Arten är endast känd från en enda individ som hittades 1937. Den vetenskapliga beskrivningen gjordes året 2013. Fyndplatsen ligger i distriktet Siantar på norra Sumatra. Det kända exemplaret som förvaras i ett museum är nästan en meter lång. I ormens magsäck hittades en groda. Antagligen utgörs habitatet av träskmarker som hos andra familjemedlemmar. Hos nära besläktade ormar lägger honor inga ägg utan de föder levande ungar. Troligen har Karnsophis siantaris samma fortplantningssätt.
Släktnamnet hedrar zoologen Daryl R. Karns som forskar om ormar av familjen Homalopsidae. Artepitet syftar på distriktet där individen hittades.